# 그리고리 세묘노프

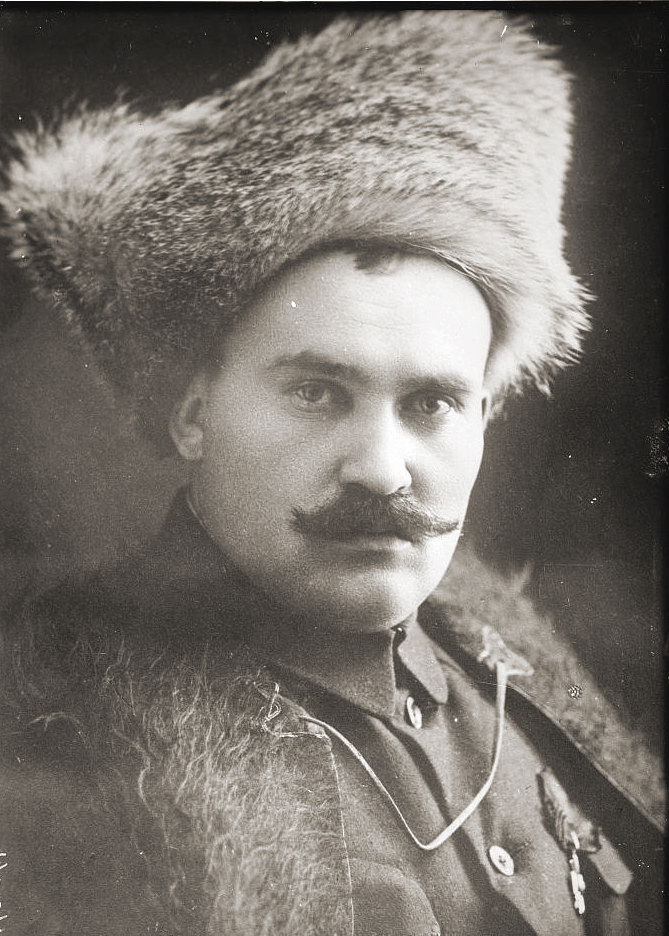
그리고리 세묘노프

그리고리 미하일로비치 세묘노프(러시아어: Григо́рий Миха́йлович Семёнов: 1890년 9월 25일-1946년 8월 30일)는 러시아 백군 군벌 중 하나다. 자바이칼 지역에서 할거했으며, 일본 제국의 지원을 받았다. 최종 계급은 중장이며 바이칼 카자크의 아타만을 자칭했다.

## 생애
동시베리아 자바이칼 지역에서 태어났다. 부친 미하일 페트로비치 세묘노프에게는 부랴트인의 혈통이 섞여 있었다. 세묘노프는 몽골어와 부랴트어를 유창하게 구사했다. 1908년 러시아 제국 육군에 입대하여 1911년 오렌부르크 군사학교를 졸업했다. 예사울로 임관한 세묘노프는 제1차 세계대전에서 독일과 오스트리아를 상대로 활약하여 성 게오르기 훈장을 받았다.
표트르 브랑겔은 회고록에 세묘노프가 일개 전사로서는 용맹하고 모범적이지만, 음모를 꾸미기 좋아하고 또 그런 주제에 시야는 좁은 인물이었으며, 어떻게 이런 자가 지도자적 위치까지 올라왔는지 정확히 알 수가 없다고 썼다.
세묘노프는 소수민족이었기 때문에 다른 장교들과 겉돌았다. 캅카스 전역에서 세묘노프는 자신과 마찬가지로 아웃사이더 신세였던 로만 폰 웅게른슈테른베르크 남작을 만나 서로 의기투합했다. 세묘노프와 웅게른슈테른베르크는 아시리아인 연대를 편성해 오스만 튀르크와 싸웠다. 1917년, 2월 혁명으로 들어선 러시아 공화국 임시정부는 세묘노프를 바이칼 지역 판무관으로 임명했다. 아시리아인들로 그러했듯 그 지역의 부랴트인들을 병력으로 편성하라는 뜻이었다.
10월 혁명이 일어나자 세묘노프도 반공 반란의 기치를 올렸다. 하지만 바로 진압당하고 하얼빈까지 도망갔다. 1918년 8월 체코슬로바키아 군단의 도움을 받아 겨우 자바이칼 지역에서 재기했으며, 무자비한 통치를 펼쳤다. 자바이칼의 지배자 세묘노프는 시베리아 철도를 지나가는 모든 열차를 세워서, 열차에 실린 것이라면 그 가치나 용도에 상관없이 일단 약탈하고 보는 날도적(plain bandit)이었다. 세묘노프는 부랴트인 혈통으로서 "대몽골국"을 선포, 오이라트부의 옛 땅을 수복하고 신장, 자바이칼, 외몽골, 내몽골, 탕누 우량카이, 콥도, 만주, 티베트를 단일 몽골계 국가로 통일시키겠다는 꿈을 품었다.
자치 시베리아 임시정부는 세묘노프를 치타에 주둔한 분견대의 사령관으로 임명했다. 알렉산드르 콜차크 제독은 세묘노프 같은 이질분자의 권위를 인정해 주고 싶지 않았지만, 다른 선택의 여지가 없어 그를 치타 군관구 사령관으로 인정했다. 1919년, 세묘노프는 자신을 바이칼 카자크의 아타만이라고 선언하고, 시베리아로 원정온 일본 육군의 지원을 받았다. 세묘노프의 지배 지역은 서로는 바이칼호, 동으로는 실카강에 이르렀고, 동청 철도와 치타 철도의 교차점인 만저우리도 그의 통제하에 있었다.
세묘노프는 자신과 교류한 일본군에게 시온 장로 의정서 사본들을 나눠 주었다. 그러면서도 동년 2월에는 자기 군대 안에 유대인 부대를 만들었고, 유대계 카바레 가수 마슈카 샤라반을 총애하여 동반자로 삼았다.
콜차크의 시베리아 정부가 망하고, 극동의 권력은 콜차크에게서 세묘노프에게로 넘어왔다. 하지만 세묘노프는 이 병력을 제대로 건사할 역량이 없었다. 세묘노프 휘하의 백군은 도둑질과 방화, 살인과 강간을 일삼았고, 자연히 떼도둑에 지나지 않는다는 평판을 얻었다. 1920년 7월, 일본 원정군단은 극동 공화국과 완충국 건설각서를 체결하여 세묘노프를 버렸다. 인드리키스 에이체가 이끄는 소비에트 제5군이 치타 탈환 작전을 개시했다. 1920년 10월, 세묘노프의 형편없는 군대는 노농적군 및 그 동조 유격대들에게 의해 바이칼 지역에서 쫓겨났다. 연해주로 도망간 세묘노프는 소비에트와 계속 싸우려 했지만 1921년 9월 결국 모든 땅을 잃었다.
하얼빈을 통해 나가사키로 빠져나간 세묘노프는 거기서 적응을 실패하고 미국으로 갔다. 세묘노프는 미군 병사들에게 폭력을 휘둘렀다고 기소되었다가 풀려나 중국으로 갔다. 중국에서 세묘노프는 일본 정부에게 매월 1000엔의 연금을 받아먹으며 살았다. 세묘노프는 톈진에서 일본의 간첩 노릇을 하는 한편, 망명 러시아인과 카자크인을 규합하여 러시아 공산정권을 전복하려는 시도를 계속했다. 폐위된 청나라 황제 푸이도 그를 고용했다.
1945년 9월, 만주 전략공세작전으로 만주국이 멸망했다. 이 때 소련군 공수부대가 여순에서 세묘노프를 붙잡았다. 세묘노프는 그간의 반혁명 행위에 대해 기소되어 교수형을 선고받았고, 1946년 8월 29일 형이 집행되었다.

## 참고 자료
1. ↑  Bisher, Jamie, White Terror: Cossack Warlords of the Trans-Siberian, Routledge, London, 2009.
2. ↑  Bisher, White Terror.
3. ↑  Always With Honour. By General baron Peter N Wrangel. Robert Speller & Sons. New York. 1957.
4. ↑  Bisher, White Terror.
5. ↑  Bisher, Jamie (2006). 《White Terror: Cossack Warlords of the Trans-Siberian》. Routledge. 152쪽.
6. ↑  Norton, Henry Kittredge (1923). "The Far Eastern Republic of Siberia." London: George Allen & Unwin Ltd. p69.
7. ↑  Paine 1996, pp. 316-7.
8. ↑  Bisher, White Terror.
9. ↑  Tokayer, Marvin (1979). The Fugu Plan. New York: Paddington Press Ltd. p47.
10. ↑  Bisher, White Terror.
11. ↑  Richard Pipes, Russia under the Bolshevik Regime, New York 1994, p.46, and Bisher, White Terror.
12. ↑  Bisher, White Terror.
13. ↑  Arnold C. Brackman, The Last Emperor. Hew York: Scribner's, 1975, p. 151.
14. ↑  Williams, Stephanie (2011). 《Olga's Story: Three Continents, Two World Wars, and Revolution -- One Woman's Epic Journey Through the Twentieth Century》. Doubleday Canada. 327쪽.
15. ↑  Bisher, White Terror.

- Paine, S. C. M. (1996). Imperial Rivals: China, Russia, and Their Disputed Frontier illurat판. M.E. Sharpe. ISBN 1563247240. 2014년 4월 24일에 확인함.